# Der Solist (Fernsehreihe)
Der Solist ist eine von 1999 bis 2002 ausgestrahlte vierteilige Kriminalfilmreihe des ZDF zu einem Drehbuch von Holger Karsten Schmidt mit Thomas Kretschmann als Kommissar Philip Lanart in der Titelrolle.

## Episodenliste
| Nr. | Originaltitel                 | Erstausstrahlung | Regie            | Drehbuch               |
| --- | ----------------------------- | ---------------- | ---------------- | ---------------------- |
| 1   | Der Solist – Kein Weg zurück  | 30. Okt. 1999    | Carlo Rola       | Holger Karsten Schmidt |
| 2   | Der Solist – Niemandsland     | 24. Feb. 2001    | Thomas Freundner | Holger Karsten Schmidt |
| 3   | Der Solist – Kuriertag        | 19. Jan. 2002    | Stephan Wagner   | Holger Karsten Schmidt |
| 4   | Der Solist – In eigener Sache | 20. Apr. 2002    | Stephan Wagner   | Holger Karsten Schmidt |